# Accords d'Alger (2000)
Pour les articles homonymes, voir Accords d'Alger.
Les accords d'Alger sont un traité de paix, sous la direction de l'ONU, visant à mettre un terme officiel à la guerre entre l'Érythrée et l'Éthiopie qui s'est déroulée entre 1998 et 2000. Ils sont signés le 12 décembre 2000, à Alger en Algérie entre le gouvernement de l'Érythrée et celui de l'Éthiopie. Ils font suite au cessez-le-feu du 18 juin 2000. L'accord inclut l'échange des prisonniers de guerre et le respect des accords de cessez-le-feu, notamment la création d'une ligne de démarcation de 25 km de large et l'envoi de casques bleus.
L'accord décide également de la création par la suite d'une commission pour discuter des territoires disputés dans le cadre de la guerre entre l'Érythrée et l'Éthiopie, ainsi qu'une commission sur les causes et les crimes perpétrés durant la guerre.

## Contexte

### Guerre entre l'Érythrée et l'Éthiopie (1998-2000)

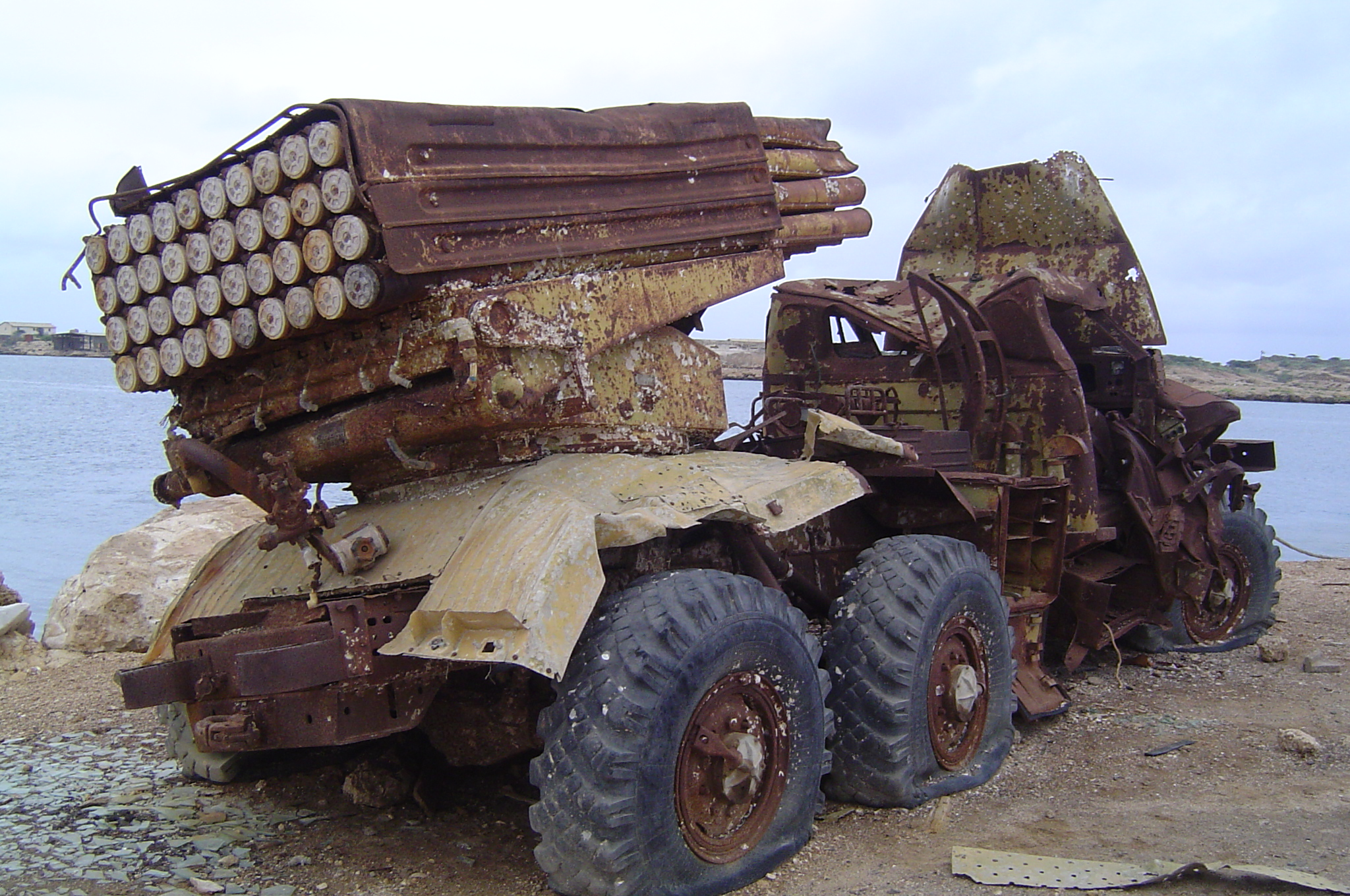
Lance-roquettes multiple détruit à l'abandon sur l'une des îles Dahlak, vestige de la guerre entre l'Érythrée et l'Éthiopie.

En mai 1998, l'Érythrée et l'Éthiopie entrent en guerre à la suite d'un problème au niveau de leur frontière commune, une guerre qui fera entre 70 000, 80 000 et 100 000 morts. Un premier compromis avait été trouvé en juillet 1999 par la signature de l'Accord-cadre d'Alger sous l'égide de l'Organisation de l'unité africaine mais la guerre continua. Le 12 mai 2000, les combats entre les deux pays sont encore plus violents ; ils surviennent le lendemain de la visite de sept membres du Conseil de sécurité de l'Organisation des Nations unies dans les deux capitales. En conséquence de cause, le Conseil de sécurité adopte deux résolutions, la 1297 et la 1298, imposant un embargo sur les armes et l'arrêt des hostilités ; un Accord de cessez-le-feu sera ainsi signé à Alger le 18 juin 2000 pour apaiser les tensions.

### Mission des Nations Unies en Éthiopie et en Érythrée (MINUEE)

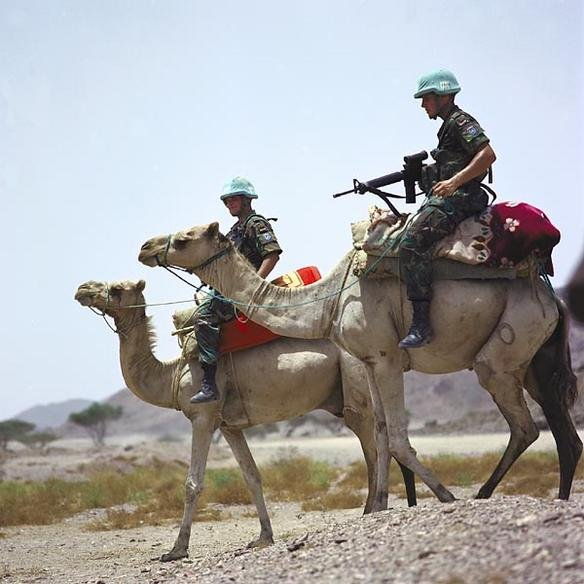
Deux casques bleus (envoyé par le Danemark) sur des dromadaires de la Mission (MINUEE), le long de la frontière érythréo-éthiopienne.

La Mission des Nations Unies en Éthiopie et en Érythrée, plus connue sous le sigle MINUEE, est une Mission de l'Organisation des Nations unies pensée le 18 juin 2000 lors de l'Accord de cessez-le-feu entre les deux pays et qui a pris fin le 30 juin 2008 ; elle est représentée par le Représentant spécial du Secrétaire général et Chef de la Mission, l'ambassadeur botswanais Legwaila Joseph Legwaila. Elle avait pour but de faire respecter l'Accord de cessez-le-feu qui avait été demandé à être respecté une nouvelle fois le 12 décembre 2000 dans l'Accord d'Alger. Le Conseil de sécurité de l'Organisation des Nations unies, par sa résolution 1320 (2000) du 31 juillet 2000, réaffirme de faire respecter l'Accord de cessez-le-feu par le déploiement des casques bleus en créant la Mission (MINUEE).
Le 15 septembre 2000, avec la résolution 1320, le Conseil de sécurité envisage de déployer un maximum de 4 200 casques bleus dont 220 seront observateurs. Le but de la mission sera de surveiller le respect du cessez-le-feu, de surveiller la Zone de sécurité temporaire, de fournir une assistance technique pour le déminage, et d'autres objectifs.
En janvier 2001, ce sont près de 3 432 personnels militaires et 194 civils qui sont arrivés à la frontière pour la Mission. En février 2001, le Conseil de sécurité se félicite des efforts internationaux et du déploiement rapide de la Mission, qui a permis aux armées des deux pays de se redéployer comme il se doit sans bafouer les différents accords.

## Accord de décembre 2000

Représentants des Parties
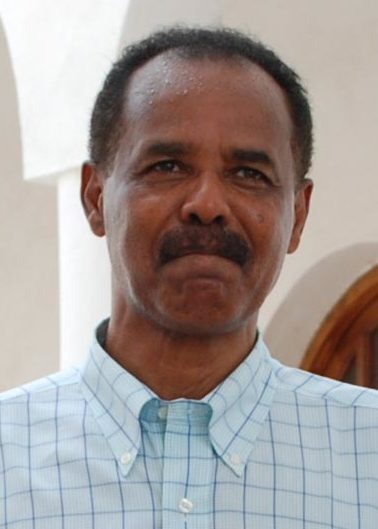
Isaias Afwerki
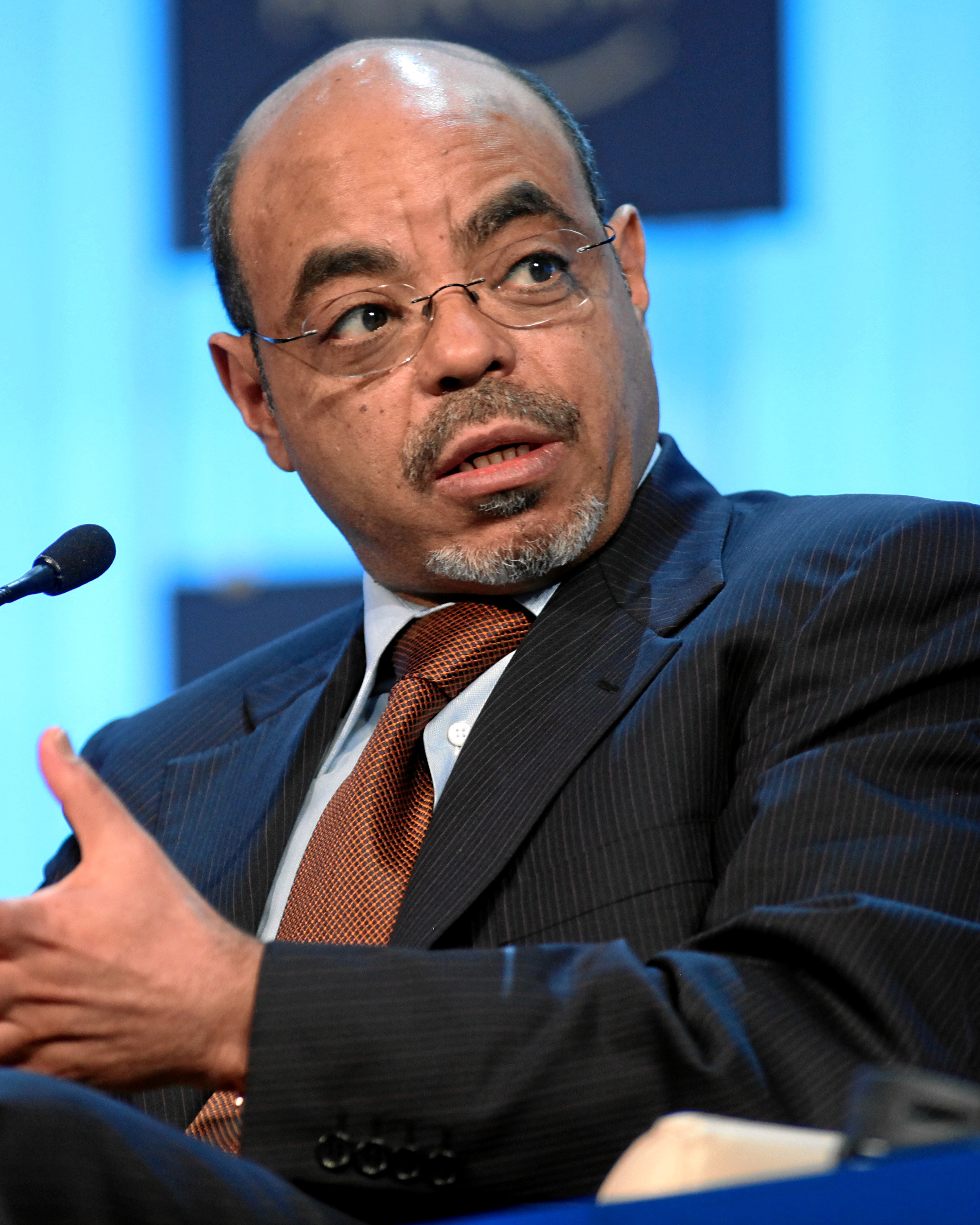
Meles Zenawi

L'Accord de paix entre les deux Parties, le Gouvernement de l'État d'Érythrée et le Gouvernement de la République fédérale démocratique d'Éthiopie, est signé le 12 décembre 2000 par le Président de l'Érythrée, Isaias Afwerki, et par le Premier Ministre de l'Éthiopie, Meles Zenawi, en présence du Président de la République de l'Algérie, Abdelaziz Bouteflika, du Secrétaire d'État des États-Unis d'Amérique, Madeleine K. Albright, du Secrétaire général de l'Organisation des Nations unies, Kofi Annan, du Secrétaire général de l'Organisation de l'unité africaine, Salim Ahmed Salim, et du Représentant spécial de la présidence de l'Union européenne, Rino Serri.

Représentants signataires
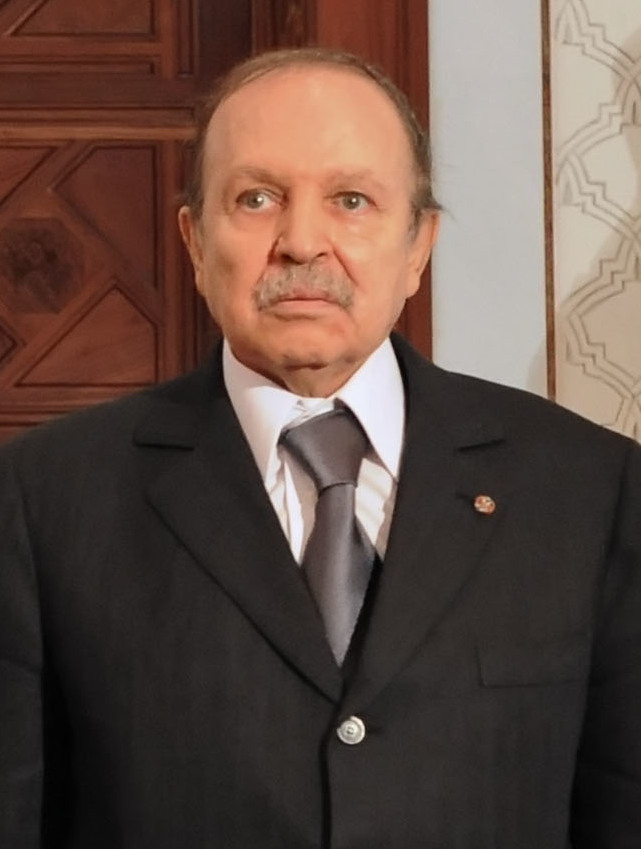
Abdelaziz Bouteflika.
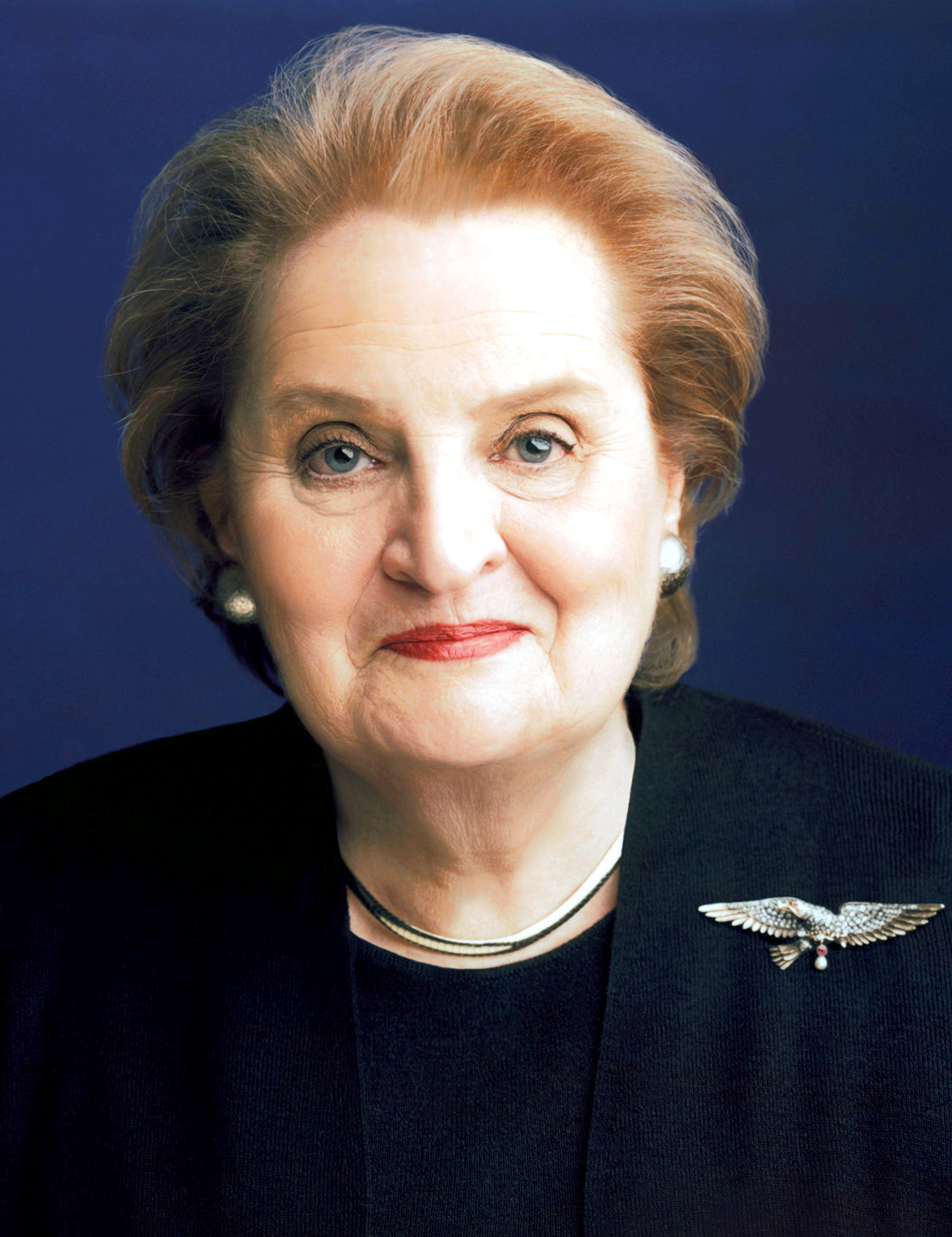
Madeleine K. Albright.
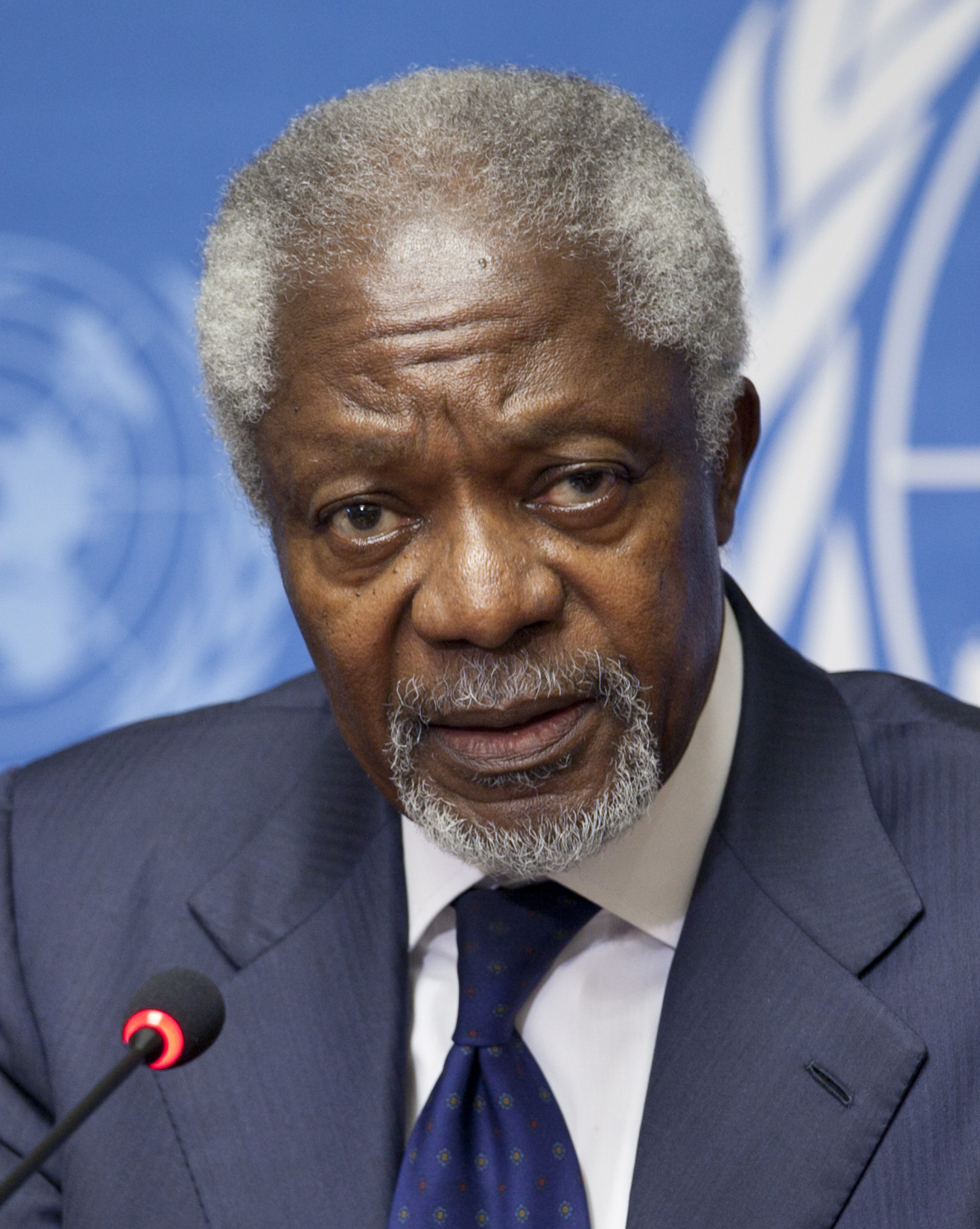
Kofi Annan.
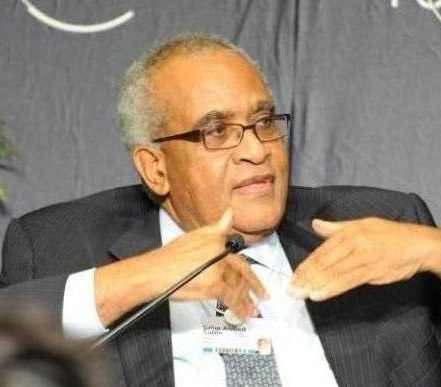
Salim Ahmed Salim.
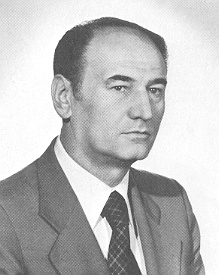
Rino Serri.

L'Accord est transmis au Secrétaire général et au Président du Conseil de sécurité par le Représentant permanent de l'Algérie au sein de l'Organisation des Nations unies, Abdallah Baali, ambassadeur ; c'est de cette transmission que l'Accord sera abordé à l'Assemblée générale lors de la cinquante-cinquième session, au point 27 de l'ordre du jour, à la Coopération entre l'Organisation des Nations unies et l'Organisation de l'unité africaine et au Conseil de sécurité.
Il est censé réaffirmer l'Accord-cadre de l'Organisation de l'unité africaine et ses Modalités qui ont été entérinés durant la trente-cinquième session ordinaire, du 12 au 14 juillet 1999, de la Conférence des chefs d'État et de gouvernement, à Alger, et de réaffirmer par la même occasion l'attachement à l'Accord de cessez-le-feu, de nouveau à Alger, datant de quelques mois auparavant, le 18 juin 2000. Les deux pays se félicitent l'un l'autre pour cet Accord qui a permis de travailler étroitement avec l'Organisation de l'unité africaine et l'Organisation des Nations unies et qui devrait permettre aux deux Parties de mettre fin aux hostilités et de mettre fin aux déplacements de populations, notamment près de la frontière érythréo-éthiopienne.

### Contenu
L'accord comprend six articles décrivant différents points d'accords entre les deux Parties. Le premier article, en deux points, doit mettre fin aux hostilités entre les deux pays, à l'abstention de la menace armée et au respect de l'accord de cessez-le-feu signé le 18 juin 2000,.
Le deuxième, en trois points, permet la libération et le rapatriement de tous les prisonniers de guerres (en vertu des Conventions de Genève de 1949, du droit international humanitaire et du Comité international de la Croix-Rouge), à la libération des autres personnes détenues à la suite de la guerre (en vertu des Conventions de Genève, du droit international humanitaire et du Comité international de la Croix-Rouge) et au respect des nationaux de l'autre Partie sur son territoire,.
Le troisième, en cinq points, doit permettre la mise en place d'une enquête sur les incidents du 6 mai 1998 et antérieurs à ceux-ci qui auraient pu contribuer aux malentendus des deux Parties (afin de déterminer les origines du conflit armé) mais aussi à comprendre les malentendus concernant la frontière érythréo-éthiopienne de juillet et août 1997, cette enquête est soumise à différentes procédures.

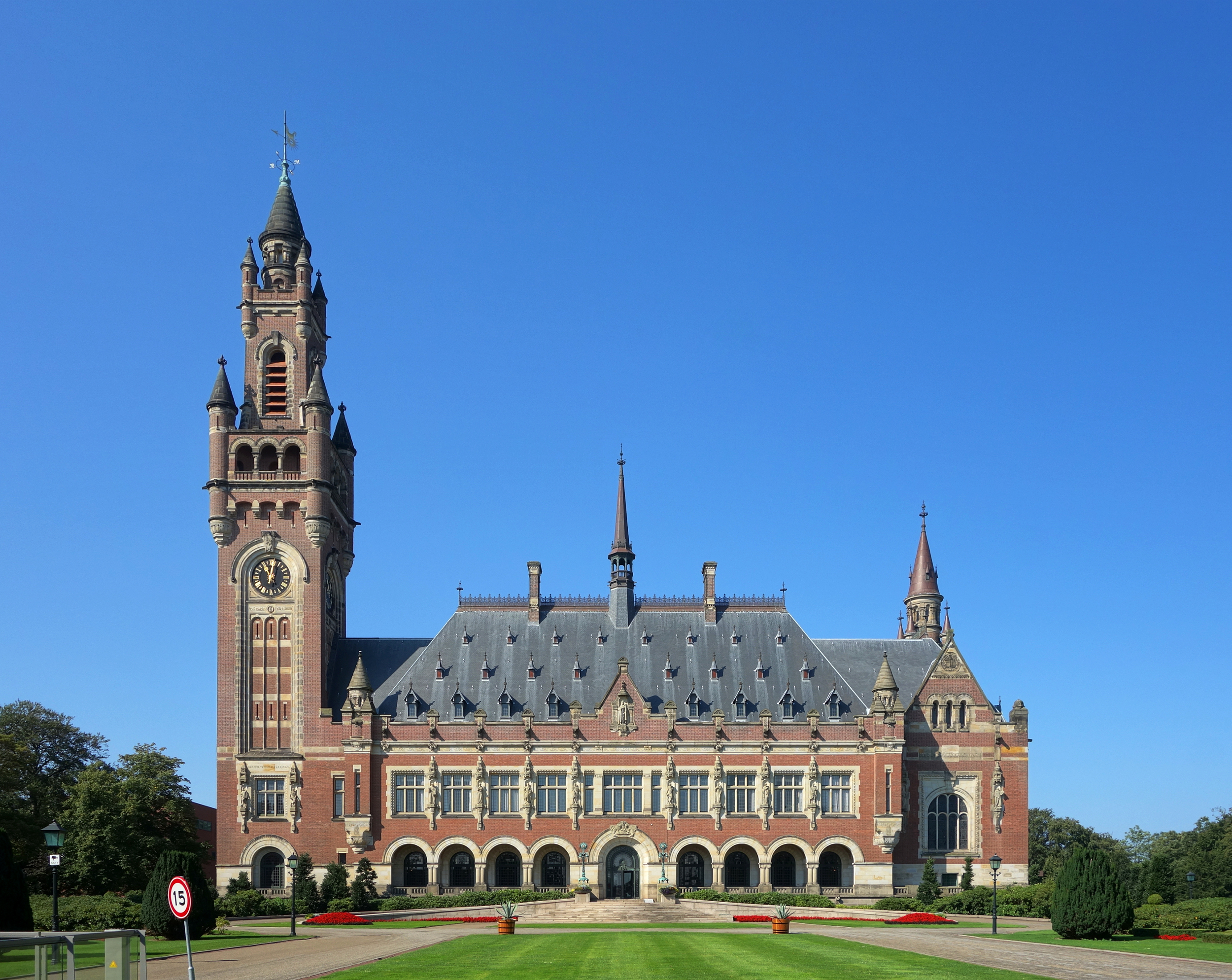
Le Palais de la Paix, à La Haye aux Pays-Bas ; siège de la Cour permanente d'arbitrage.

Le quatrième article, en dix-sept points, décrit quel traité régie les frontières des deux pays, à la suite de l'accord-cadre et au cessez-le-feu ; en l'occurrence, il s'agit des frontières dessinées lors de la déclaration de l'indépendance de l'Érythrée et qui ont été décrites au Caire, en Égypte, en 1964 lors d'un sommet de l'Organisation de l'union africaine. Pour cette frontière, une commission est mise en place, composée de cinq membres, et doit se baser sur des traités coloniaux datant du début du XXe siècle (1900, 1902 et 1908) mais elle ne sera pas habilitée à prendre des décisions ; elle a siégé à La Haye, aux Pays-Bas. Cet article, dans le point quinze, stipule que les deux Parties se sont convenues pour que les décisions de la Commission frontalière soient définitives et contraignantes et qu'ils devront respecter le tracé.
L'article cinq, en dix-huit points, établi la mise en œuvre d'une commission neutre pour l'examen des demandes d'indemnisations conformément à l'Accord-cadre par lequel les Parties s'engagent à remédier aux conséquences socioéconomiques négatives de la crise pour la population civile et pour les personnes qui ont été expulsées, et ce, en vertu du droit international humanitaire et des Conventions de Genève,.
Le dernier article, en deux points, porte sur l'entrée en vigueur de l'Accord, soit le jour-même de la rédaction de ce dernier, le 12 décembre 2000 ; l'Accord original est en anglais.

## Réactions

### Conseil de sécurité de l'Organisation des Nations Unies
Le 9 février 2001, soit près de deux mois après l'Accord du 12 décembre 2000, au nom du Conseil de Sécurité, alors présidé par le tunisien Saïd Ben Mustapha, ce dernier réaffirme l'attachement de tous les États membres à la souveraineté, à l'indépendance et à l'intégrité territoriale des deux pays. Entre-temps (entre l'Accord et la déclaration du Président du Conseil de Sécurité de l'Organisation des Nations unies), l'Érythrée et l'Éthiopie ont procédé, le 6 février 2001, à la création de la Zone de sécurité temporaire, telle que convenue dans la résolution 1312 (2000) du 31 juillet 2000 et dans l'Accord, pour sa mise en place le 12 février 2001.
Afin de parvenir à cette mise en œuvre, Ben Mustapha lance un appel à contribution pour les Fonds d'affectation spéciale et engage les Parties à coopérer avec la Mission des Nations Unies en Éthiopie et en Érythrée (MINUEE) par la mise en place des casques bleus le long de la frontière commune, la création  d'un couloir aérien direct entre les deux capitales (Addis-Abeba et Asmara) et trouver un accord sur le nombre de forces nécessaires, résultant notamment de la désignation des lieux où la Mission sera déployée.
Afin que la Mission prenne place, Ben Mustapha, au nom du Conseil de Sécurité, engage également les deux pays à une action antimines de la région, en coopération de l'action antimines de l'Organisation des Nations unies et de différentes aides, notamment non gouvernementales mais soutenues logistiquement et financièrement par différents États membres.
Il remercie tous les États, organismes et personnes physiques qui ont participé à la mise en place de cet Accord en bonne et due forme, dont notamment le Président de l'Algérie, les États-Unis d'Amérique et l'Union européenne.
Le Président du Conseil de sécurité note tout de même un manque de moyens et d'efforts, tant des deux Parties que des États membres, pour couvrir les coûts de la Commission de tracé des frontières. Il demande ainsi que des versements soient faits rapidement aux Fonds d'affectation spéciale des Nations unies, mis en place par la résolution 1177 (1998) datant du 26 juin 1998.
Enfin, le Conseil de sécurité se conscientise sur les mouvements de populations et les réfugiés des deux Parties en demandant aux deux pays d'axer leurs efforts sur la reconstruction et le développement économique mais aussi sur la réconciliation afin de prévoir dans un avenir relativement proche des échanges entre les deux pays.

### Secrétaire général de l'Organisation des Nations Unies
Dans son rapport, le Secrétaire général note la difficulté de mise en place de la Commission militaire de coordination, notamment d'après des différents du côté de l'Érythrée. Il annonce que l'ambassadeur botswanais Legwaila Joseph Legwaila, Représentant spécial du Secrétaire général et Chef de la mission, travaillera avec les deux pays pour résoudre les problèmes. Il demande aussi à ce que les deux gouvernements signent des accords pour le désarmement et le déminage (civil) de la zone pour permettre à la Mission de se dérouler correctement ; pour le déminage, il demande, tout comme l'Accord l'a demandé, que les autres États membres portent une aide logistique à cette Mission, les mines pouvant être aussi bien dangereuses pour les civils que pour les casques bleus.
Il note aussi l'insuffisance des dons des États pour les Fonds d'affectation spéciale, qui s'élevaient au 10 janvier 2001 à 1,7 million de dollars américains ; cette somme est considérée comme insuffisante par le Secrétaire général. Il demande à la même occasion que, même si les hostilités armées se soient arrêtées, la propagande dans les deux pays doit prendre fin afin que la paix soit rétablie.

### Président de la Commission de l'Union africaine
Le 21 juin 2018, le Président de la Commission de l'Union africaine, Moussa Faki Mahamat, a souligné « qu'une paix durable aura un impact extrêmement positif sur la sécurité, sur le développement et l'intégration dans la région de la Corne de l'Afrique et sur le continent dans son ensemble ».

### Réactions internationales
L'ex-Premier ministre tchadien, Joseph Djimrangar Dadnadji, annonce le 21 juin 2018 que « ce sera également une contribution significative à l'objectif de mettre fin à tous les conflits et guerres sur le continent d'ici 2020, comme s'y sont engagés les chefs d'État et de gouvernement africains en mai 2013 ». Cette réflexion intervient juste après le discours du Président de la Commission de l'Union africaine sur le fait que l'Accord d'Alger pourrait apporter un début de paix sur la Corne africaine.
Le Front démocratique révolutionnaire du peuple éthiopien s'est réjoui de l'Accord et souhaite, en 2018, la mise en œuvre inconditionnelle de celui-ci.

## Commissions

### Commission militaire de coordination
La Commission militaire de coordination est créée pour le redéploiement des troupes érythréennes et éthiopiennes le long de la frontière et, selon l'Accord de cessation des hostilités du 18 juin 2000, l'Éthiopie doit soumettre à la Mission (MINUEE) des plans relatant le déploiement de son armée aux positions qu'elle occupait depuis le 6 février 1999 et qui n'était pas sous occupation érythréenne avant le 6 mai 1998 ; en revanche, l'Érythrée se voit obligée par cet accord de se tenir à vingt-cinq kilomètres de la frontière. Ce redéploiement contrôlé est censé éviter tout incidents sur les territoires disputés par les deux Parties,.

### Commission frontalière
Le 13 avril 2002, une Commission frontalière Érythrée-Éthiopie est créée conformément aux accords d'Alger en collaboration avec la Cour d'arbitrage international de La Haye. La décision de la Cour accorde des territoires à chaque partie, et Badme (où avait éclaté le conflit) est attribuée à l'Érythrée. Les deux pays ont promis d'accepter la décision dès que la décision a été rendue officielle, mais quelques mois plus tard, l'Éthiopie a demandé des clarifications, puis s'est déclaré très insatisfaite de la décision,. En septembre 2003, l'Érythrée refuse la mise en place d'une nouvelle commission et demande à la communauté internationale de faire pression sur l'Éthiopie pour qu'elle accepte l'arbitrage de la Cour. En novembre 2004, l'Éthiopie accepte la décision « sur le principe », tout en gardant le contrôle de ce territoire. En avril 2018, Abiy Ahmed est élu Premier ministre de l'Éthiopie et, après avoir souligné l'importance de l'Accord d'Alger et plusieurs rencontres avec son homologue érythréen, à déclaré que Badmé appartenait bien à l'Érythrée comme l'Accord et la Commission l'avaient admis.

### Commission sur les causes et les crimes
Le 21 décembre 2005, une commission de la Cour d'arbitrage international de La Haye conclut que l'Érythrée avait violé les lois internationales lorsqu'elle a attaqué l'Éthiopie en 1998, déclenchant ainsi un conflit plus large.

## Continuité

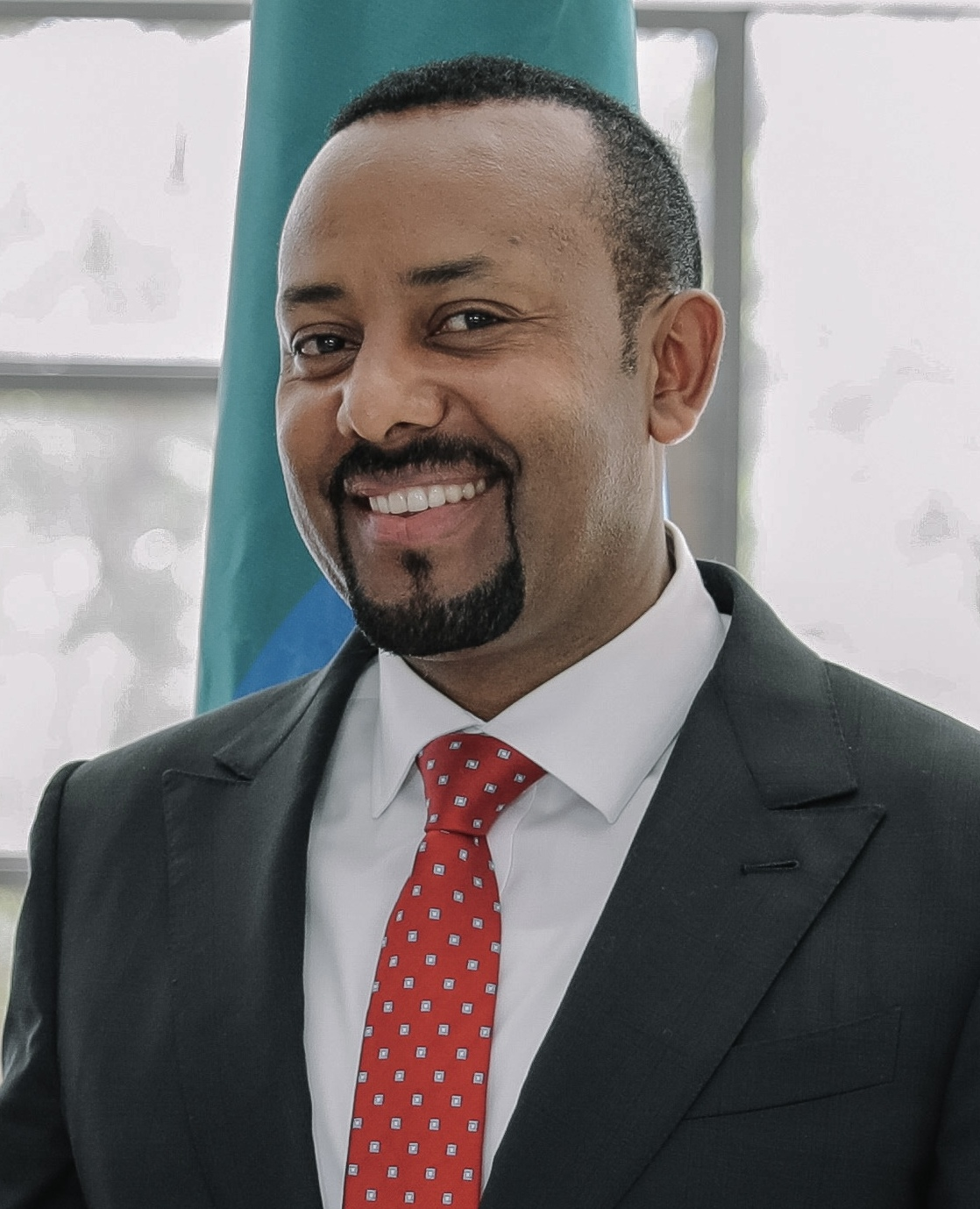
Abiy Ahmed au sommet de l'Union Africaine de 2018.

En 2016, un nouveau conflit armé a lieu à la frontière mais le nouveau Premier ministre éthiopien souhaite dès lors appliquer les Accords d'Alger.

Le 21 juin 2018, soit dix-huit ans après la signature de l'Accord d'Alger, le président de l'Union africaine, Moussa Faki Mahamat, a salué les avancées diplomatiques entre les deux pays. Les deux Parties ont annoncé au même moment leur envie de mettre fin au conflit en acceptant toutes les conditions, aussi contraignantes soient-elles, de l'Accord d'Alger. L'Érythrée soulignait tout de même le problème de la ville de Badmé ; l'Accord d'Alger, avec ses Cartographes, avait admis que cette ville appartenait à l'Érythrée mais elle était de facto contrôlée par l'Éthiopie.

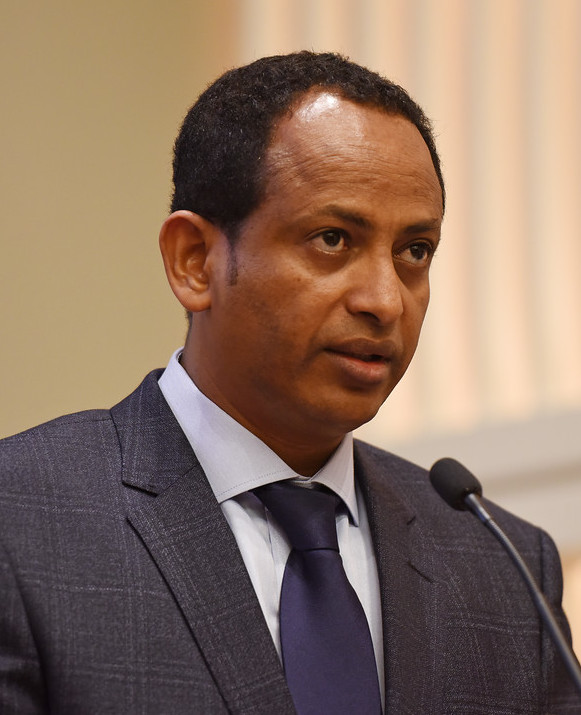
Fitsum Arega, le chef du Cabinet du Premier ministre éthiopien.

Quelques jours plus tard, le 8 juillet, le Premier ministre éthiopien, Abiy Ahmed, s'est rendu dans la capitale érythréenne pour rencontrer le Président érythréen, Isaias Afwerki, dans le but d'entretenir des relations dans la continuité du processus de normalisation des relations entre les deux pays qui ont commencées lors de la signature de l'Accord en 2000. Au contraire, en juin 2018, c'est une délégation érythréenne qui s'était rendue en Éthiopie,.
Des deux côtés, cette rencontre a bien été accueillie ; elle a été filmée pour passer à la télévision nationale érythréenne alors que de son côté, le chef du cabinet du Premier ministre, Fitsum Arega, se chargera de publier un tweet sur Twitter.

« HE PM Dr Abiy Ahmed is very warmly received by HE President Isaias Afwerki & an amazing number of people when he arrived in Asmara for this historic visit. The visit offers a spectacular opportunity to decidedly move forward peace for the good of our people. »

— Fitsum Arega

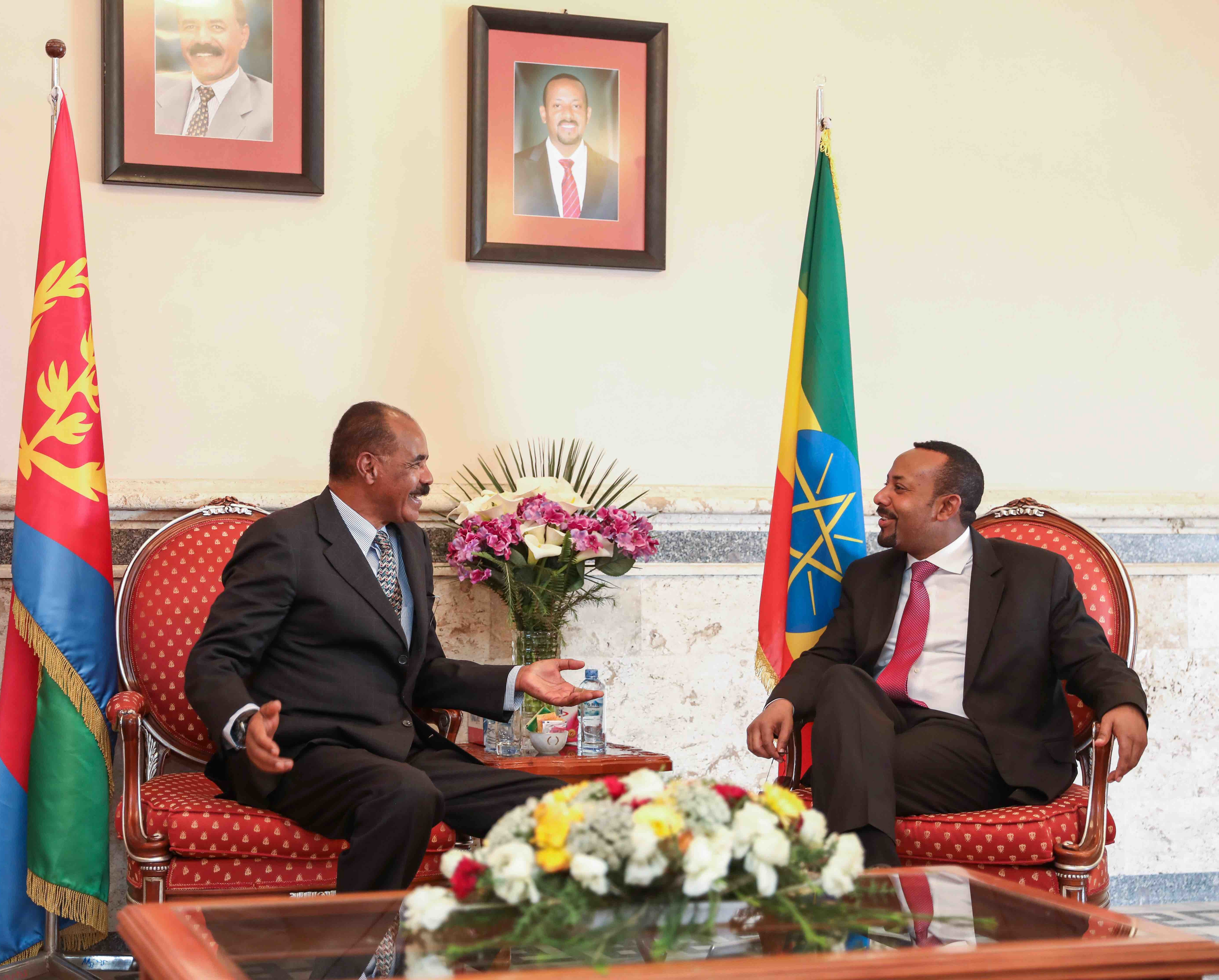
Réunion entre Ahmed et Afwerki en 2019 à Asmara.

Ce tweet est traduisible en français : « Le Premier Ministre Dr Abiy Ahmed a été très chaleureusement reçu par le Président Isaias Afwerki et un nombre incroyable de personnes lorsqu'il est arrivé à Asmara pour cette visite historique. La visite offre une occasion spectaculaire de faire progresser résolument la paix pour le bien de notre peuple. ».
L'évolution positive de l'entretien des relations entre les deux pays avait été saluée et soulignée par le président de la Commission de l'Union Africaine, Moussa Faki Mahamat, et le porte-parole du ministère des Affaires étrangères algérien, Abdelaziz Benali Cherif,. Le nouveau Premier ministre éthiopien recevra même le Prix Nobel de la paix en 2019 pour avoir mis fin à une guerre de vingt ans.
Deux ans après les premières grandes avancées diplomatiques en 2018, la région des tigrignophones n'est pas encore pleinement satisfaite des Accords d'Alger, pourtant signés en 2000, en raison de la présence des troupes éthiopiennes dans la région de Badmé qui pourtant se situe en territoire érythréen.